# 一关市
一關市（日语：／ Ichinoseki shi */?）是位於日本岩手縣最南邊的市，為縣內面積第二大的市，也是岩手縣人口數第三多的市。轄區地處北上平原的南端，北上川流經市內並往東南流，當地人口則集中在一之關車站的周邊地區。一關市在中世紀時被葛西氏所統治，至江戶時代則成為田村氏的領地。由於一關市地處仙台市和盛岡市之間的中心點以及東北地方的中央地帶，因此成為縣內重要的交通門戶。
從岩手縣南部延伸至宮城縣北部的北上山地因地質穩定，因此被認為是設置能產生希格斯玻色子的直線粒子加速器「國際直線對撞機」（ILC）的合適地點，其中一關市更是被選為候選的建設地之一。

## 地理

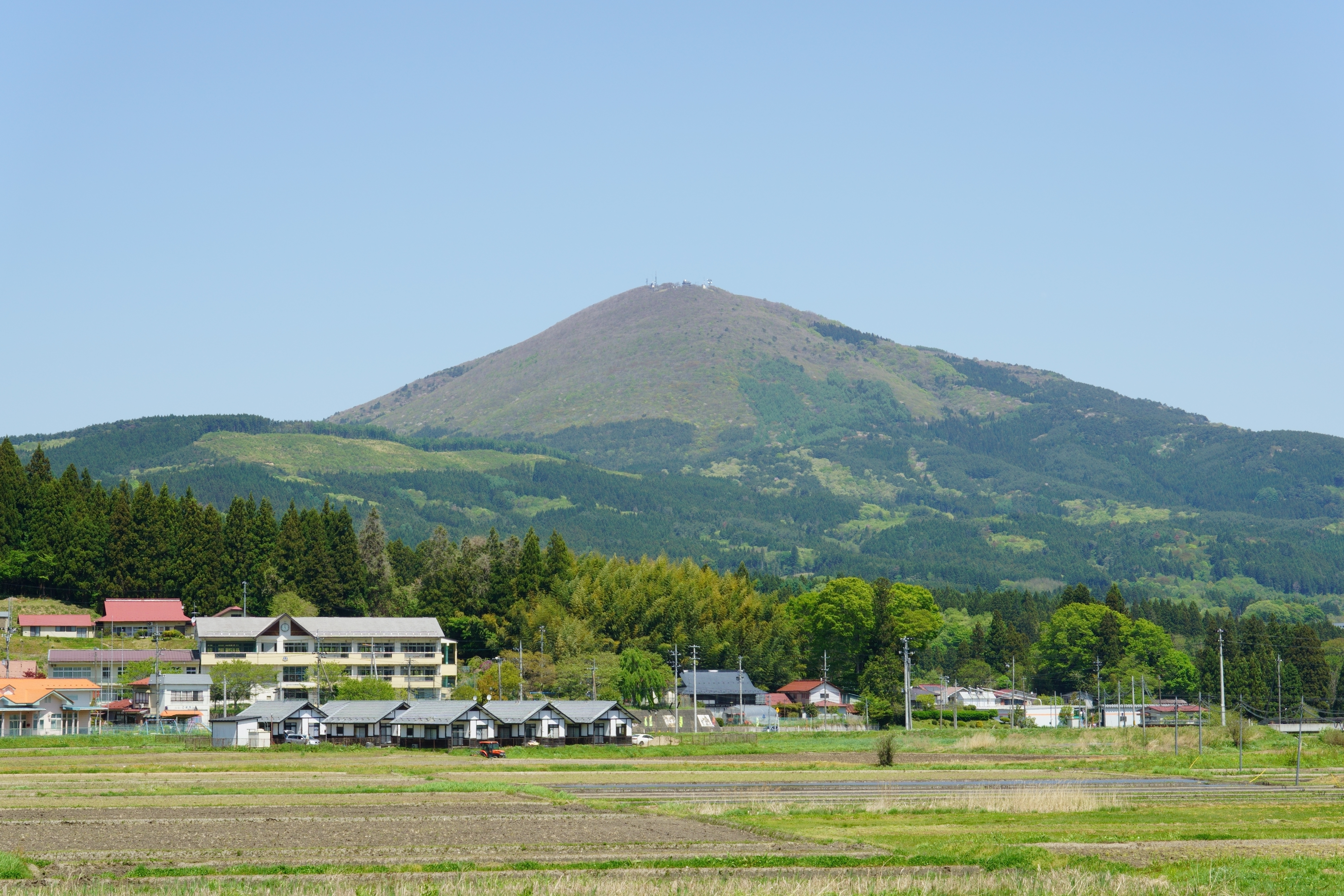
室根山

一關市境內約60.2%的面積被山林與原野覆蓋，17.6%的面積則為農業用地。轄區地處北上平原的南端（北上盆地）。西部坐落著栗駒山等奧羽山脈的山岳，中部為以北上川流域為中心的平原地帶，東部則為海拔落差較小的北上山地的丘陵地帶，並坐落著室根山等群山。其中東部丘陵地帶的部分地區位於室根高原縣立自然公園的範圍內。北上川流經轄區的中央地帶並往東南流，其支流磐井川、砂鐵川、金流川、千廄川、黄海川等河也流經市內。其中磐井川與砂鐵川的中游分別坐落著被指定為名勝與自然紀念物的嚴美溪與猊鼻溪溪谷。

### 氣候

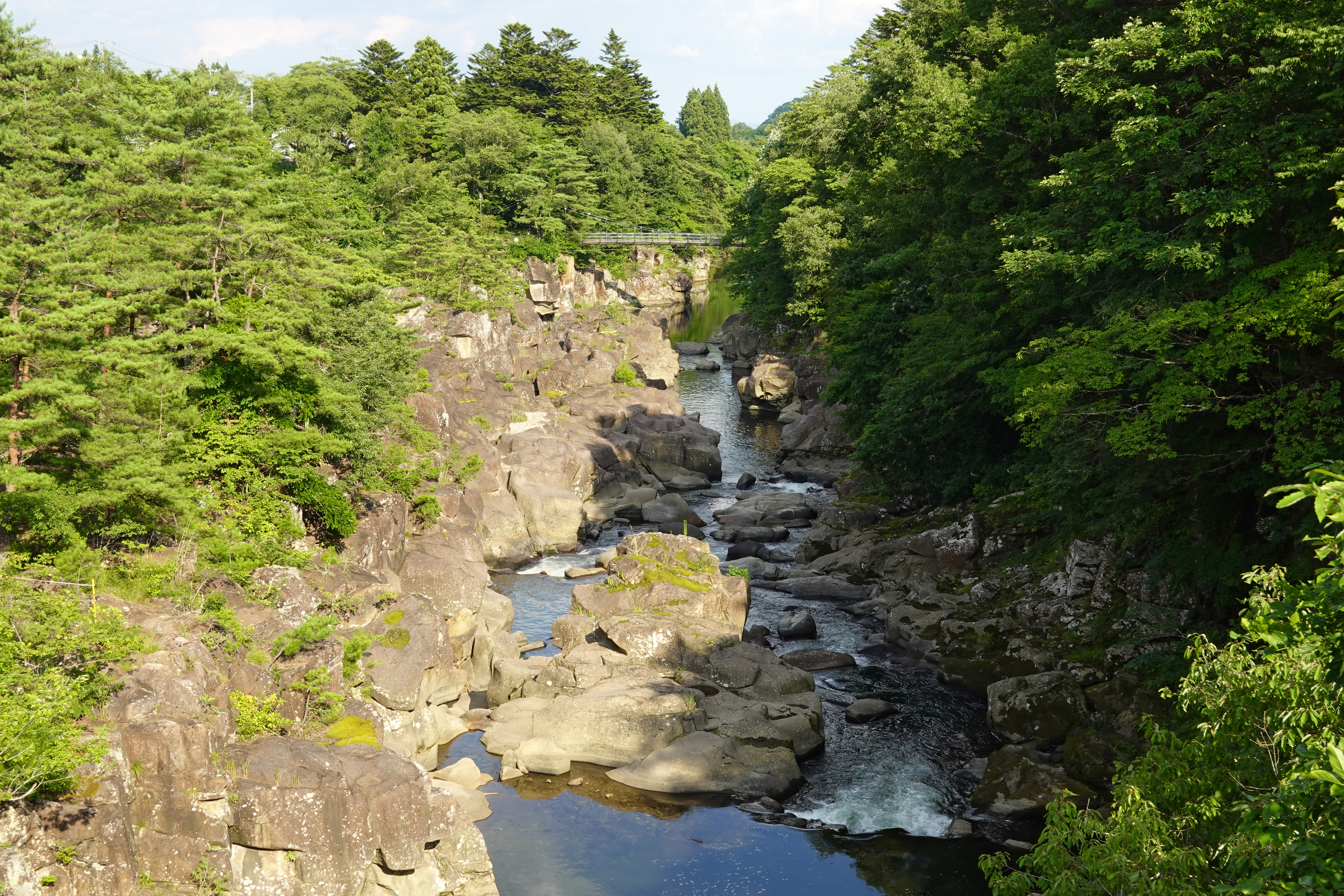
嚴美溪

一關市的日溫差和年溫差皆較大，但與岩手縣內的其他行政區相比較較為溫暖的。根據統計，2023年一關地區和千廄地區的年均溫分別為13.5℃與12.4℃，年降雨量則分別為1107.5毫米與1180毫米。西部的山間地帶受到日本海的影響，因此降雨量較多；中部至東部地帶則屬於太平洋側氣候，冬季時多為晴天。

## 歷史

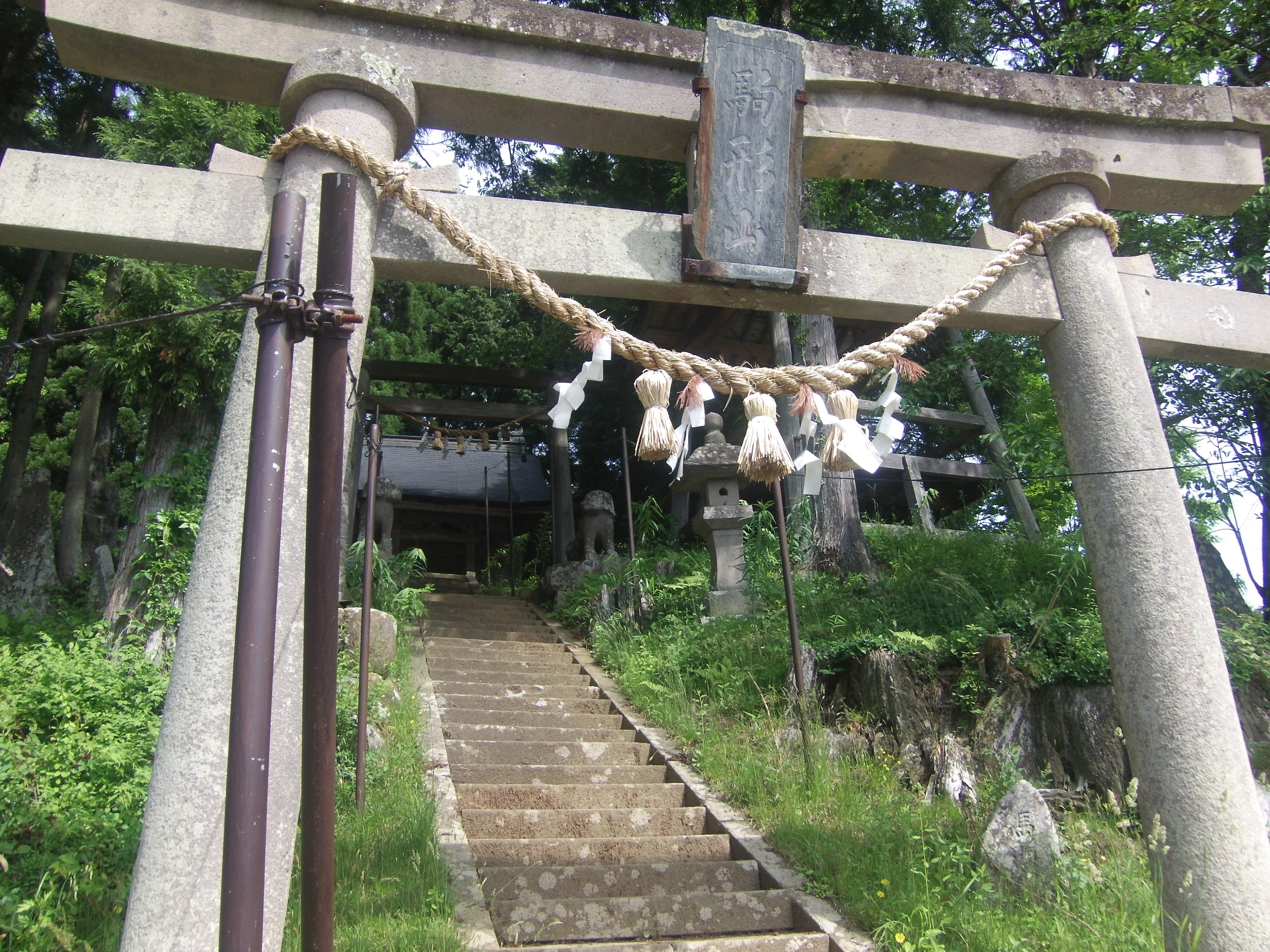
骨寺村莊園的駒形根神社

一關市自古時便有人類居住，市內屬於舊石器時代晚期的花泉遺跡（金森遺跡）曾出土過野牛的化石與石器等文物。平安時代後期，當地為奧州藤原氏的領地。鎌倉時代，源賴朝於文治5年（1189年）在奧州合戰中消滅奥州藤原氏，並在戰後任命御家人葛西清重擔任奧州總奉行。根據《吾妻鏡》的記載，葛西清重同時獲封一關地區在內的奧州藤原氏原領地磐井郡等郡。此後葛西氏統治當地長達400多年。而位於一關市西部的骨寺村莊園遺跡因保留著日本中世紀時期的莊園景觀與建築，因此於近代被指定為日本的史跡。
天正18年（1590年），葛西氏因未參與小田原之戰，而在奧州仕置中被豐臣秀吉沒收領地，而當地則在葛西大崎一揆結束後成為伊達氏的領地。慶長9年（1604年），伊達氏的家臣留守政景入主一關城。伊達政宗死後，一關地區改由其十男伊達宗勝治理。萬治3年（1660年），伊達宗勝以3萬石成為一關藩的藩主。延寶9年（1681年），岩沼藩的田村建顯轉封至一關藩，並接替在伊達騷動中被改易的伊達宗勝成為該藩的藩主。一關藩也由田村氏統治至明治維新時期。

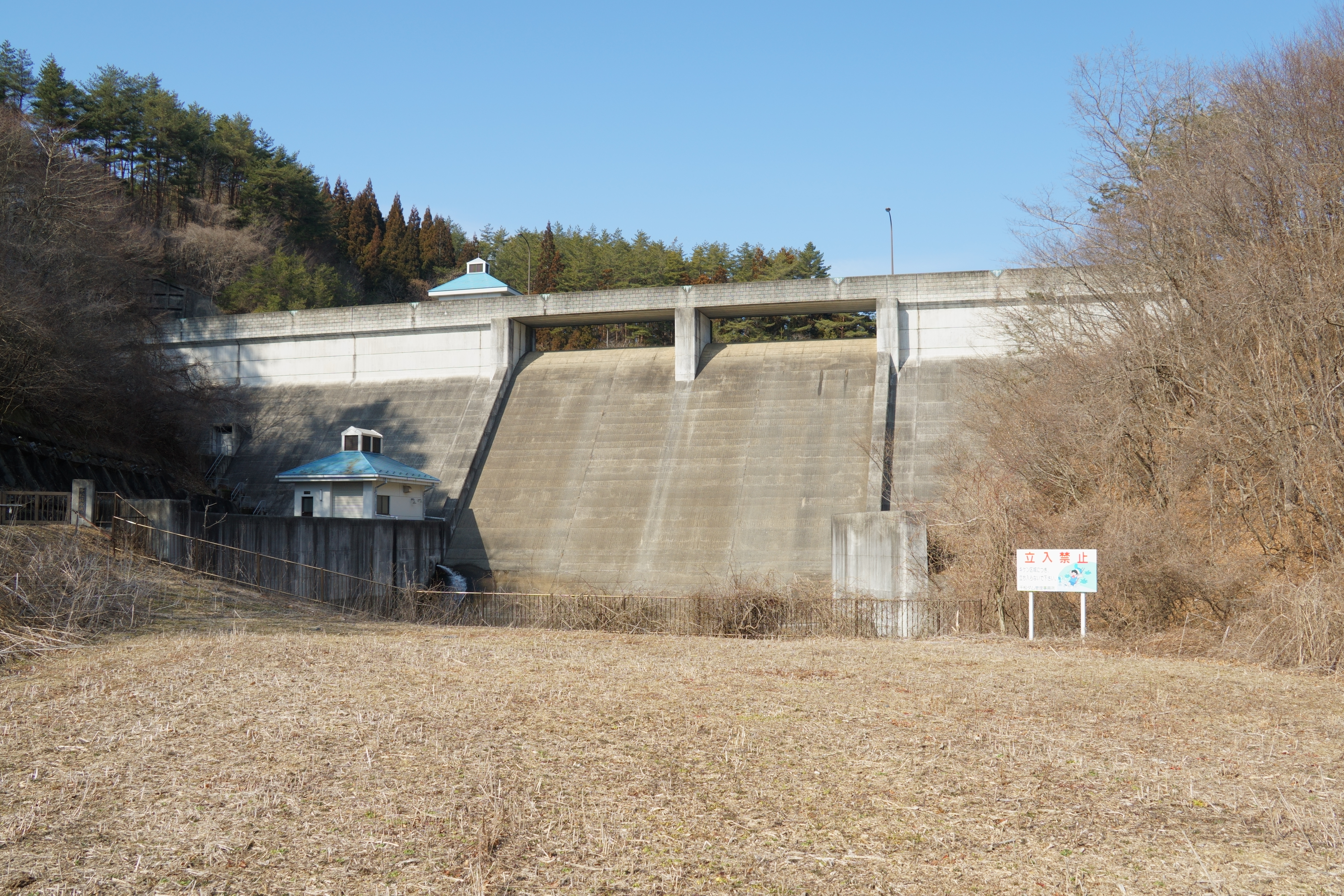
藤澤町內的千松水壩

明治維新時期，當地先後隸屬於一關縣、水澤縣與磐井縣，並於明治5年（1872年）編入岩手縣。昭和23年（1948年）4月，一關町、山目町、中里村與真瀧村合併成一關市。昭和30年（1955年）4月，黄海村、八澤村與大津保村併入藤澤町。平成17年（2005年）9月，一關市與花泉町、大東町、千廄町、東山町、室根村與川崎村進行合併。平成23年（2011年）9月，一關市與藤澤町合併成現今的一關市。之後一關市在2012年與2017年分別與平泉町和宮城縣栗原市進行邊界上的調整。 
2008年6月14日的岩手・宮城內陸地震在一關市引發震度5強的地震，當地的災損總額約為106億6038萬日圓。2011年3月11日的日本東北地方太平洋近海地震則在一關市引發震度6弱的地震，並造成14人死亡、57棟住宅全毀與737棟住宅半毀。根據統計，當地的災損總額高達約258億4450萬日圓。

## 行政
現任市長佐藤善仁於2021年10月在選舉中當選，其任期將持續至2025年10月。

## 經濟
根據日本2020年的國勢調查統計，一關市的就業人口中有12.2%從事第一級產業，29.9%的就業人口從事第二級產業，其餘的57.9%則從事第三級產業。一關市的農業以種植「一見鍾情」、「金色之風」等品種的稻米為中心，同時也生產食用牛、食用豬、番茄、甜椒、梅子、龍膽、蘋果、泡泡果等農產品，近年來則面臨農業就業人口高齡化與勞動力人口減少等問題。工業方面，一關市的製造業則以生產電子元件、電子電路與通訊設備的企業和食品製造業等為主。根據統計，2020年當地的工業總生產額約為3869億日圓，在岩手縣內的行政區中排名第四，次於奧州市和北上市。

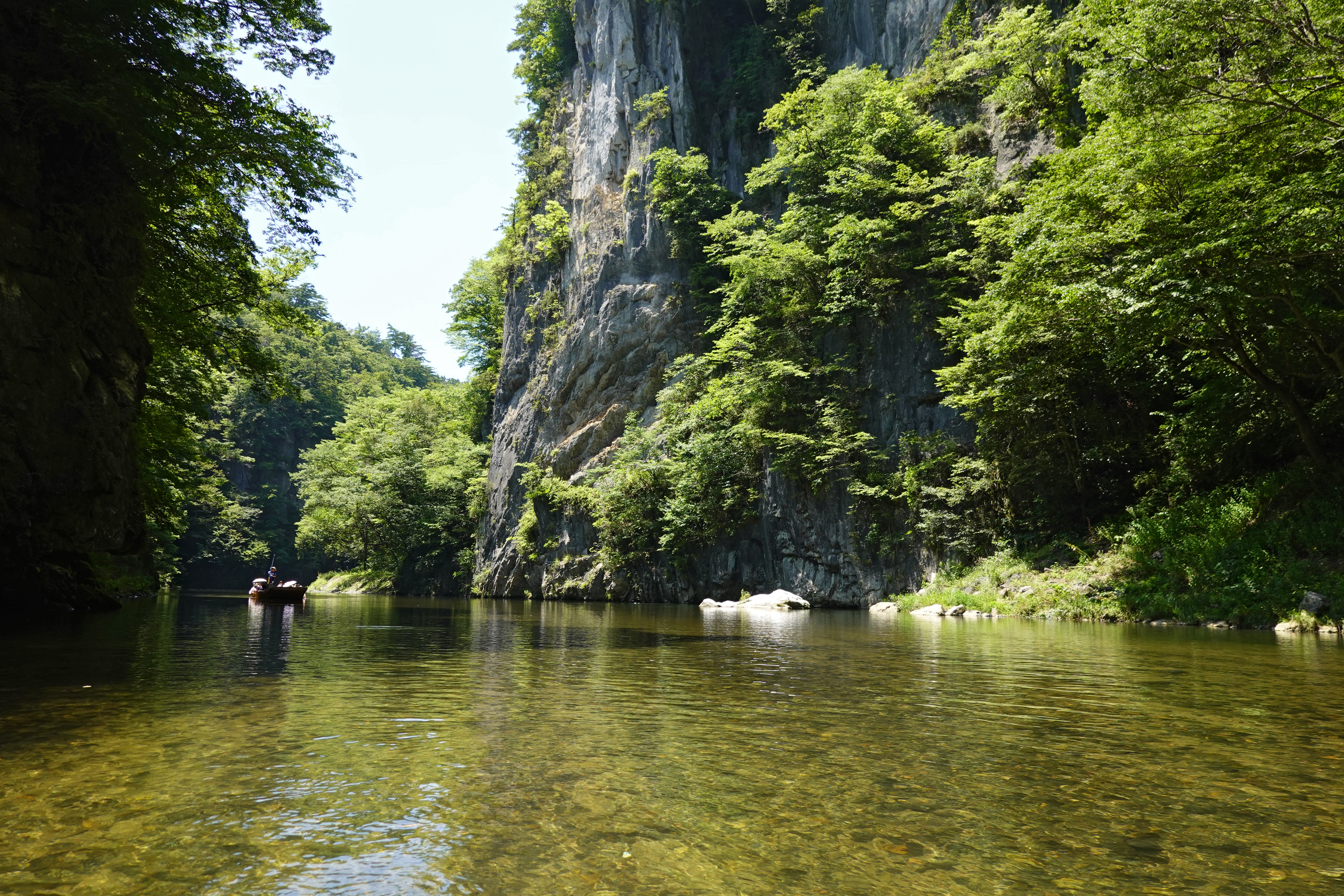
猊鼻溪

由於一關市內擁有猊鼻溪、嚴美溪、一關溫泉鄉與室根山等自然景點，因此吸引許多觀光客前來，並帶動當地的觀光業發展。根據統計，2005年至2018年。當地每年約有199萬至262萬名遊客到訪。但2020年和2021年則受到嚴重特殊傳染性肺炎疫情的影響下降至140.9萬和150.1萬名。2023年則回升至約219.8萬名。

## 教育
一關市內共有21所小學校、14所中學校、8所高等學校與1所高等專門學校（一關工業高等専門學校），市內也設有修紅短期大學。根據2023年5月的統計，市內共有4530名小學生、2749名中學生與2994名高等學校的學生。

## 交通

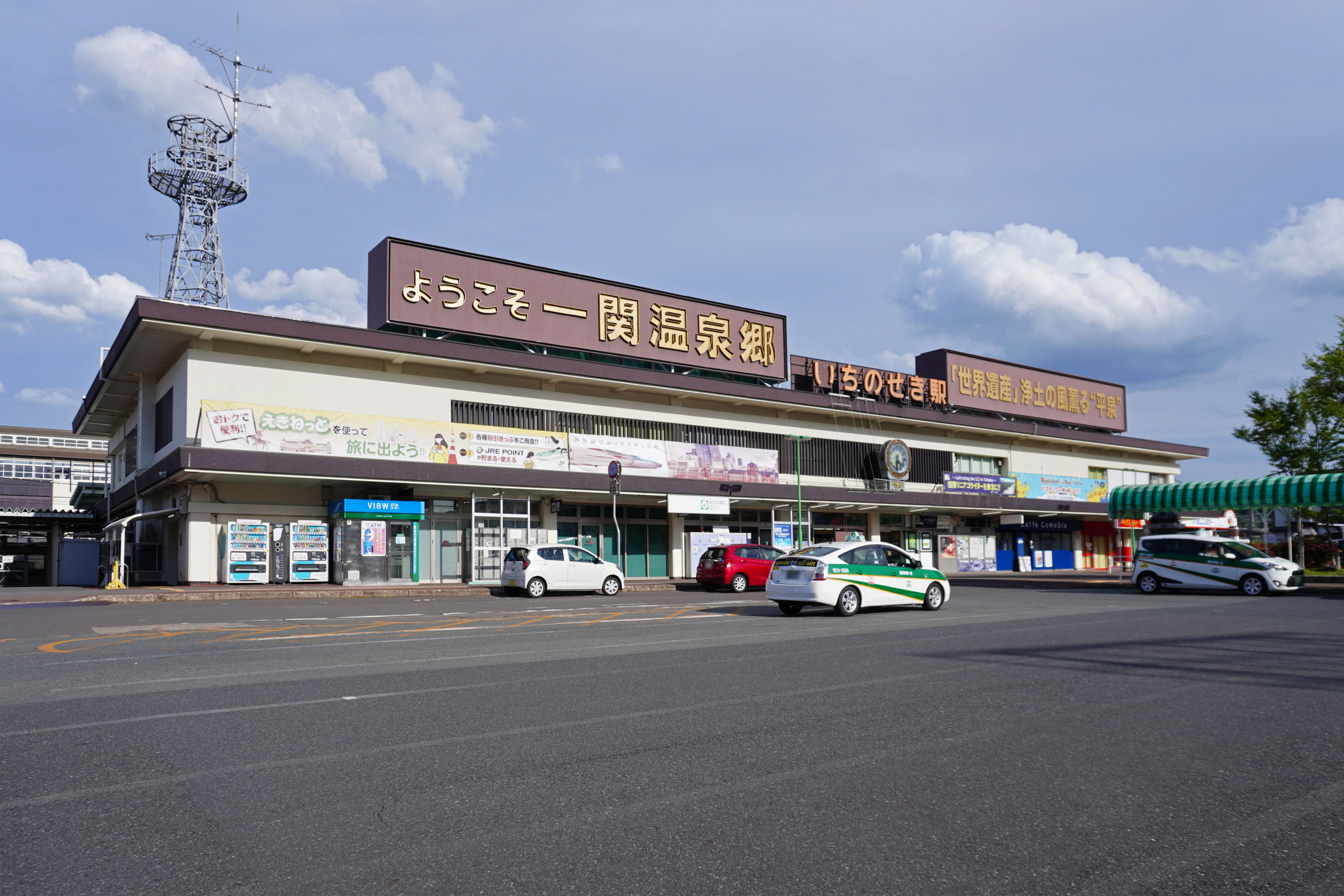
一之關車站西口

由於一關市地處仙台市和盛岡市之間的中心點以及東北地方的中央地帶，因此成為縣內重要的交通門戶。國道4號與東北自動車道縱貫一關市的中心地區，國道284號與國道343號以東西向穿越轄區的東部地帶，國道342號與國道457號則通過市內的西部地區，並分別通往秋田縣與宮城縣。
鐵路方面，東日本旅客鐵道的東北新幹線、東北本線和大船渡線皆通過一關市。位於市中心的一之關車站為上述3條鐵路共同使用的車站。東北本線由南往北另設油島站、花泉站、清水原站與山之目站，大船渡線則由東往西設置新月站、折壁站、千廄站、猊鼻溪站、陸中松川站與真瀧站等共10座車站。

## 姊妹城市
一關市與以下日本行政區為友好或是姊妹城市:
| 市町村   | 都道府縣 | 締結日期       |
| -------- | -------- | -------------- |
| 田邊市   | 和歌山縣 | 1983年10月23日 |
| 三春町   | 福島縣   | 1987年8月8日   |
| 吉川市   | 埼玉縣   | 1997年4月15日  |
| 氣仙沼市 | 宮城縣   | 1997年5月1日   |
| 新宮市   | 和歌山縣 | 2021年7月21日  |

一關市與以下外國行政區為國際姊妹城市:
| 國家 | 城市                   | 締結日期       |
| ---- | ---------------------- | -------------- |
|      | 中央高地區（昆士蘭州） | 2011年11月29日 |